# The Secrets of Atlantis: The Sacred Legacy
The Secrets of Atlantis: The Sacred Legacy – komputerowa gra przygodowa, piąta z serii gier Atlantis.